# Lobelia zeylanica
Lobelia zeylanica är en klockväxtart som beskrevs av Carl von Linné. Lobelia zeylanica ingår i släktet lobelior, och familjen klockväxter. IUCN kategoriserar arten globalt som livskraftig. Inga underarter finns listade i Catalogue of Life.